# Michel Reiß
Michel Reiß, auch Reiss, (* 23. Juli 1805 in Frankfurt am Main; † 27. Januar 1869 ebenda) war ein deutscher Mathematiker.
Reiß stammte aus einer Familie wohlhabender Kaufleute. Er studierte ab 1823 Mathematik an der Universität Göttingen und hatte dabei Privatstunden bei Carl Friedrich Gauß. 1825 wurde er promoviert mit einer Dissertation über parallele Kurven auf Oberflächen. Er vollendete die Dissertation in Berlin und ging 1827 zum weiteren Studium nach Paris, wobei er einen Brief von Carl Gustav Jacobi an Adrien-Marie Legendre über elliptische Funktionen überbrachte. Danach ging er nach Brüssel, wo er heiratete. Aus dieser Zeit stammen Untersuchungen über Determinanten. Anfang der 1830er Jahre war er wieder in Frankfurt und lebte als reicher Privatgelehrter. Sein Gesundheitszustand war aber schlecht. Er veröffentlichte ein Buch über Determinanten. In einer nach seinem Tod in den Annali di Matematica (Serie 2, Band 5) veröffentlichten Arbeit behandelte er eine zahlentheoretisch-kombinatorische Aufgabe aus dem Dominospiel.
Die Reiss-Relation in der algebraischen Geometrie ebener Kurven ist nach ihm benannt. Sie ist eine Beziehung zwischen den partiellen Ableitungen 2. Ordnung an den Schnittpunkten einer ebenen algebraischen Kurve mit einer Geraden. 

## Schriften
- Beiträge zur Theorie der Determinanten, Teubner 1867